# Leonard Trelawny Hobhouse
Leonard Trelawny Hobhouse (Saint Ive, Cornualla, 8 de setembre de 1864 - Alençon, 21 de juny de 1929) fou un polític liberal anglès i principal teòric del nou liberalisme, que tractà en la seva obra més important, Liberalisme (1911). Treballà com a periodista i acadèmic i fou el primer professor de sociologia designat en una universitat britànica.

## Política econòmica
Hobhouse fou important en l'enfortiment del liberalisme a través d'un Partit Liberal sota el lideratge de polítics com ara Lloyd George i Herbert Henry Asquith. Distingí entre la característica duta a terme 'per a l'ús' i la duta a terme 'per a l'energia'. Igualment teoritzà que la característica fou adquirida no només per l'esforç individual, sinó també per l'organització social (els que tenien característica deguda a quelcom del seu èxit i així tenien certa obligació envers la societat), proporcionant la justificació teòrica d'un nivell de la redistribució proporcionat per les noves pensions de l'estat. Hobhouse ocupa un lloc particularment important en la història intel·lectual dels demòcrates liberals.

## Llibertat civil
El seu treball també presenta una visió positiva del liberalisme en la qual el propòsit de la llibertat sigui permetre a individus convertir-se, aquella llibertat no només és bona en si mateix. Hobhouse, en canvi, digué que la coerció ha de ser evitada no perquè no es tingui gens de respecte pel benestar de l'altra gent, sinó perquè la coerció és ineficaç en millorar la seva porció.
Hobhouse rebutjà el liberalisme clàssic, observant el treball d'altres liberals que havien precisat les diferents formes de coerció que existien ja a la societat a part del govern. Proposà això per promoure llibertat que el govern té per controlar aquells factors que existeixen i que treballen contra ell.
Hobhouse sostingué que els liberals i laboristes podien formar progressivament una coalició magnífica.

## Política exterior
Hobhouse sovint estigué decebut amb els col·lectivistes del Regne Unit perquè també tendien a l'imperialisme. Hobhouse s'oposà a les guerres contra els bòers i tenia reserves cap a la Primera Guerra Mundial. Era internacionalista i tingué aversió a la cerca d'interessos nacionals britànics segons allò practicat pels governs d'aleshores.

## Obres de Hobhouse
- Labour movement (1893)
- Theory of knowledge: A Contribution to Some Problems of Logic and Metaphysics (1896)
- Mind in evolution (1901)
- Democracy and reaction (1905)
- Morals in evolution: A study in comparative ethics (1906)
- Liberalism (1911)
- Social evolution and political theory (1911)
- Development and purpose (1913)
- The material culture and social institutions of the simpler peoples (1915)
- The metaphysical theory of the state: A criticism (1918)
- The rational good: A study in the logic of practice (1921)
- The elements of social justice (1922)
- Social development: Its nature and conditions (1924)
- Sociology and philosophy: A centenary collection of essays and articles (1966)